# 小坂田公園
小坂田公園（おさかだこうえん）は、長野県塩尻市塩尻町にある総合公園（都市公園）。塩尻市都市公園条例により運営され、道の駅小坂田公園が併設されている。

## 概要
塩尻市は令和2年（2020）度から同6年度（2024年）末までの5年計画で「小坂田公園再整備事業」を進めている。
園内の塩尻市立自然博物館は、市内の個人が収集した蝶の標本を所蔵展示する施設として平成7年（1995年）10月1日に開館し、同17年（2005年）に改称した。再整備に伴い塩尻総合文化センターに移転予定。跡地は室内アスレチックへの転換が計画されている（有料施設を想定）。
また嘗ては、小坂田市民プールがあったが、平成27年（2015年）8月23日の営業をもって閉鎖となった。跡地は展望駐車場として再整備される予定。

### 施設
- 塩尻市立自然博物館
- 多目的広場
- 子ども広場
- バーベキュー広場
- フィールドアスレチック
- レストラン棟
  - 再整備計画では公園・道の駅管理棟への転換が計画されている[2]
- パターゴルフ場（有料施設） 利用時間：午前9時から午後5時まで[3]
  - 再整備計画では遊具・自由広場への転換が計画されている[2]
- ゴーカート・バッテリーカー場（有料施設） 利用時間：午前9時から午後5時まで[3]
- マレットゴルフ場（有料施設） 利用時間：午前9時から午後5時まで[3]
- 多目的運動場（有料施設） 利用時間：日の出から午後9時30分まで[3]
  - 再整備計画では松本山雅FCのクラブハウスを併設した天然芝サッカー場への転換が計画されていて[2]建設を開始、2023年春に天然芝一面と松本山雅FCのクラブハウスも完成、長野県に本拠を持つ株式会社サンコーが命名権を取得し「サンコーグリーンフィールド」として供用を開始した[4]。

## 周辺
- 国道20号
- JR中央本線 みどり湖駅
- 塩尻市地域振興バス 金井口バス停（徒歩15分）
- 長野自動車道 塩尻IC
- 塩尻市役所 塩尻東支所
- 中山道塩尻宿
- 小坂田の池